# Stanina Reka
Stanina Reka (en serbe cyrillique : Станина Река) est un village de Serbie situé sur le territoire de la Ville de Valjevo, district de Kolubara. Au recensement de 2011, il comptait 341 habitants.

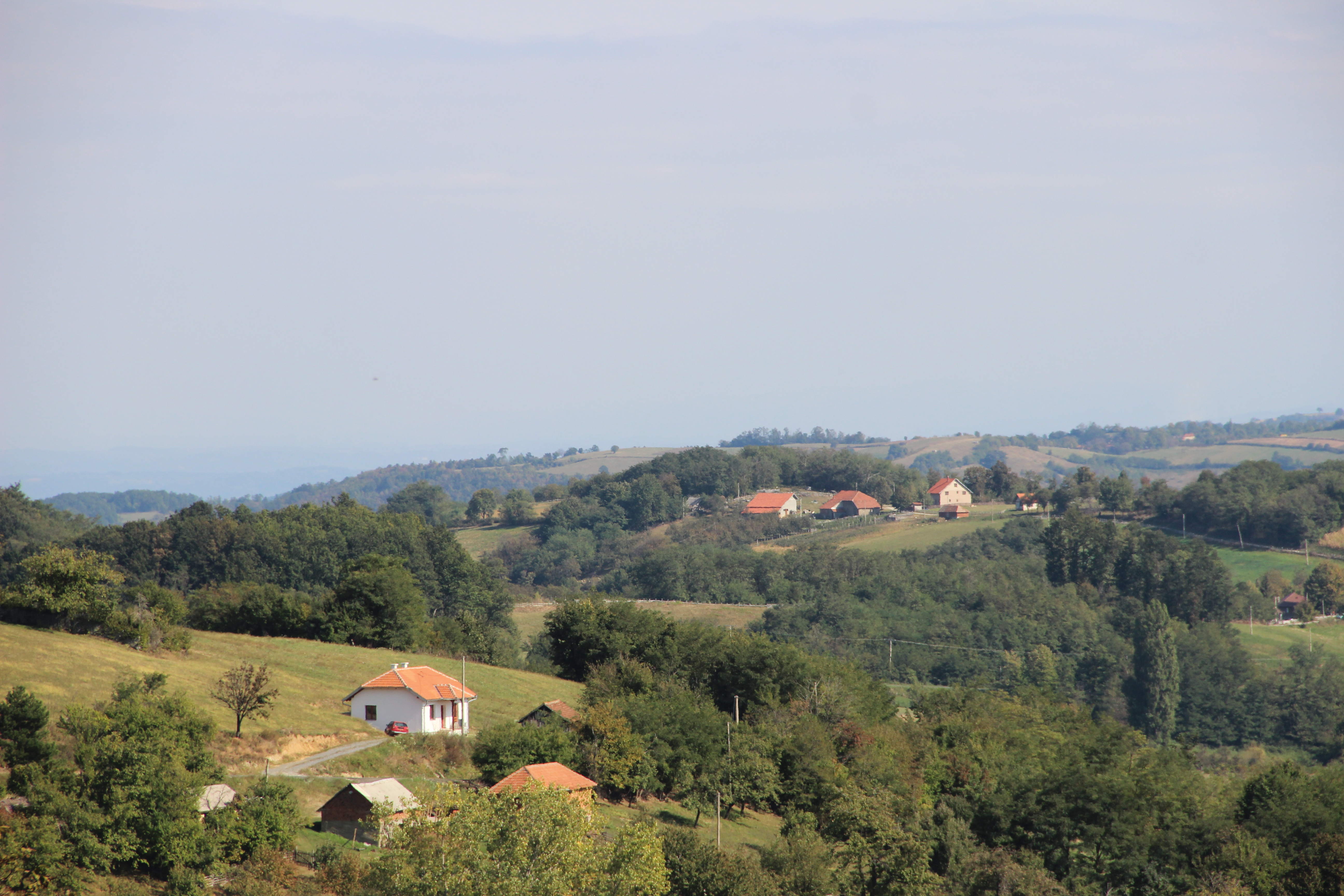
Stanina Reka - panorama
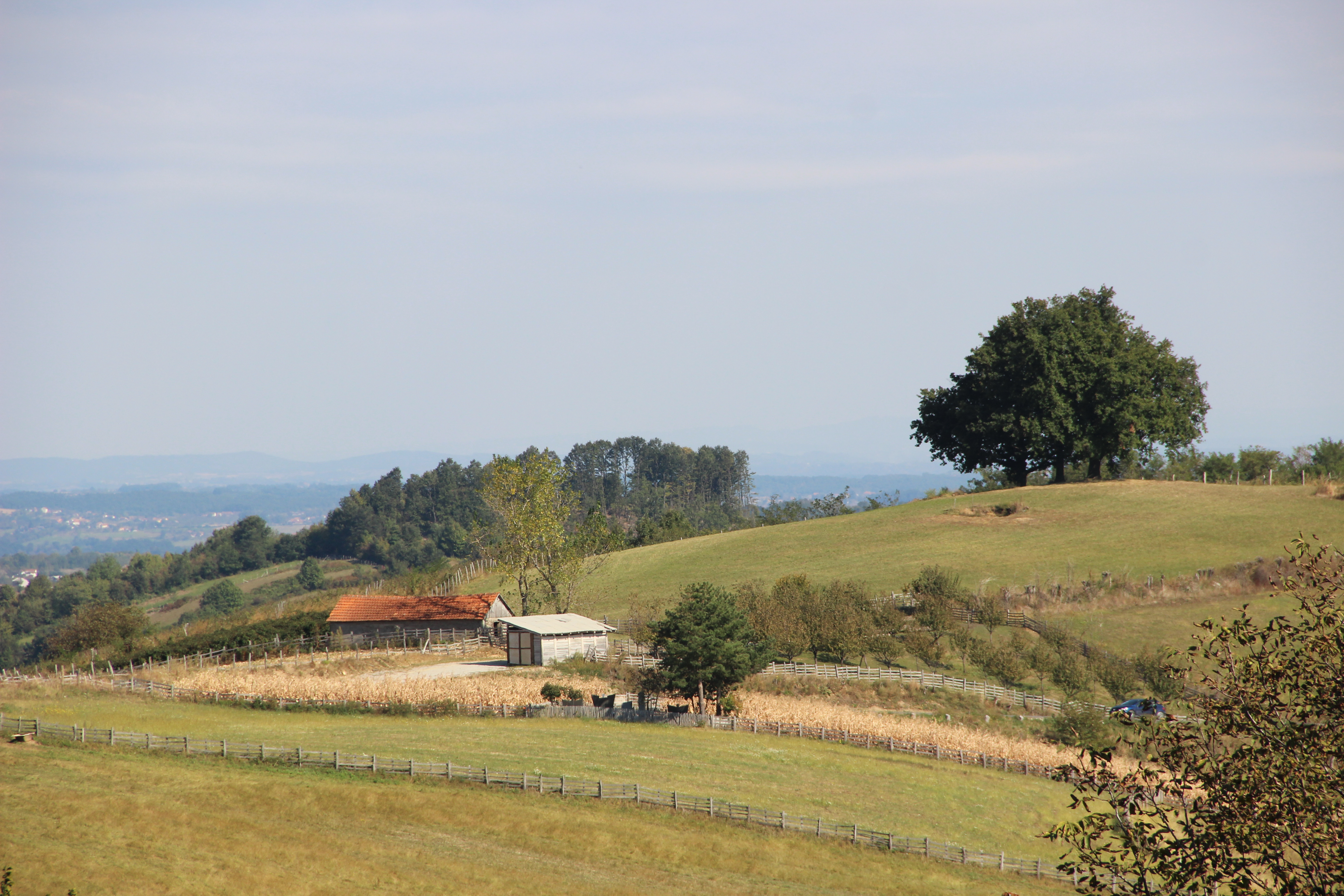
Stanina Reka - panorama
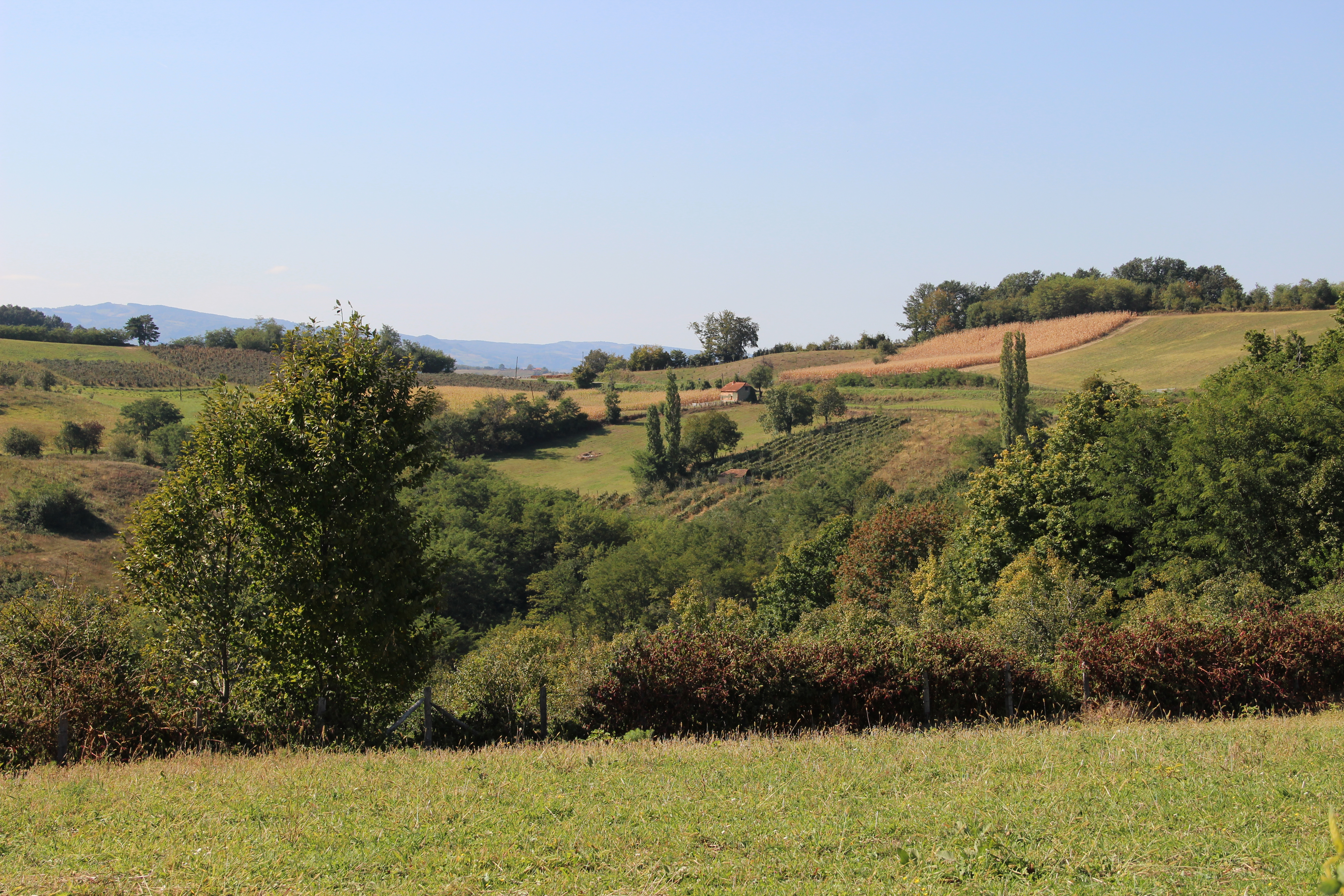
Stanina Reka - panorama
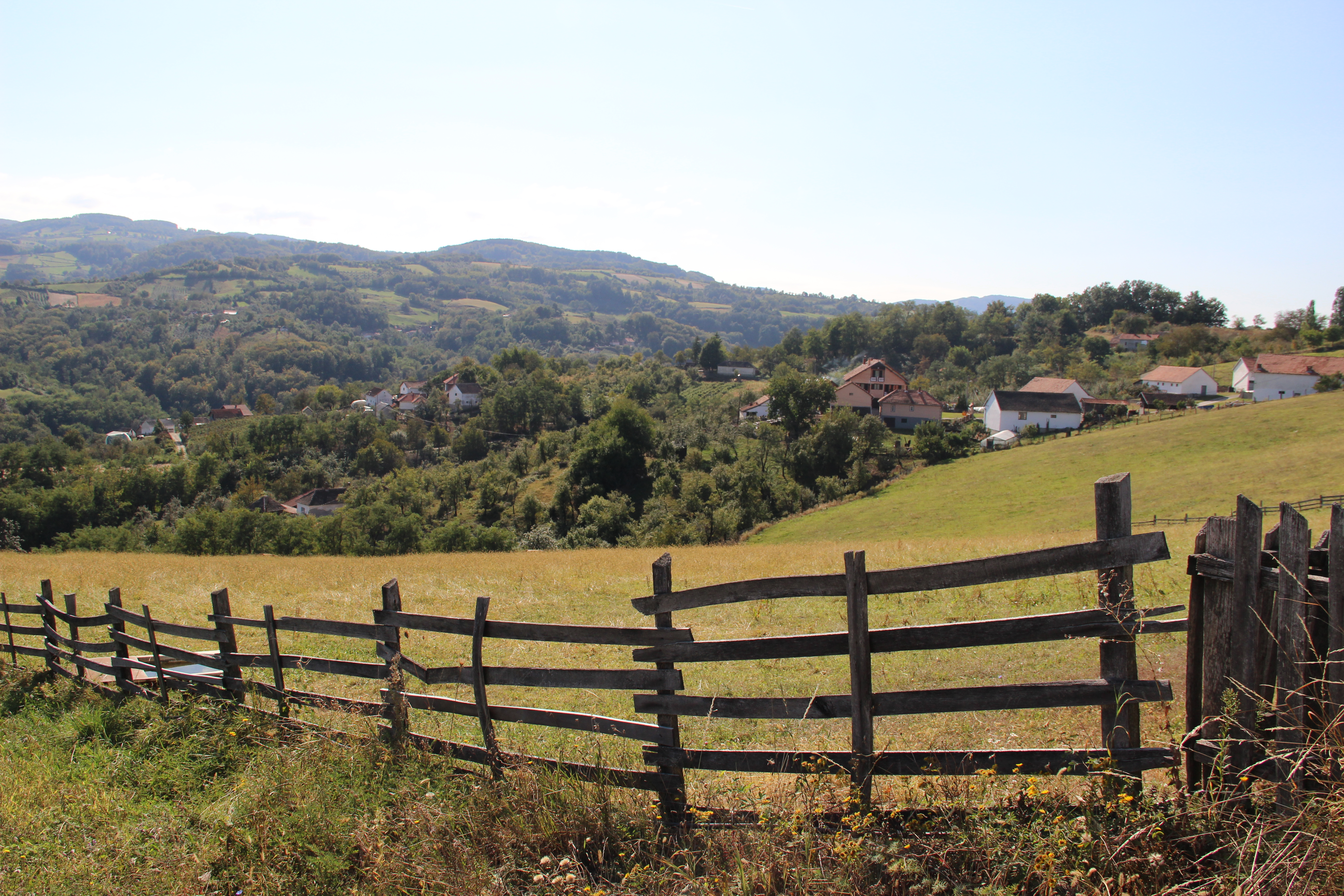
Stanina Reka - panorama
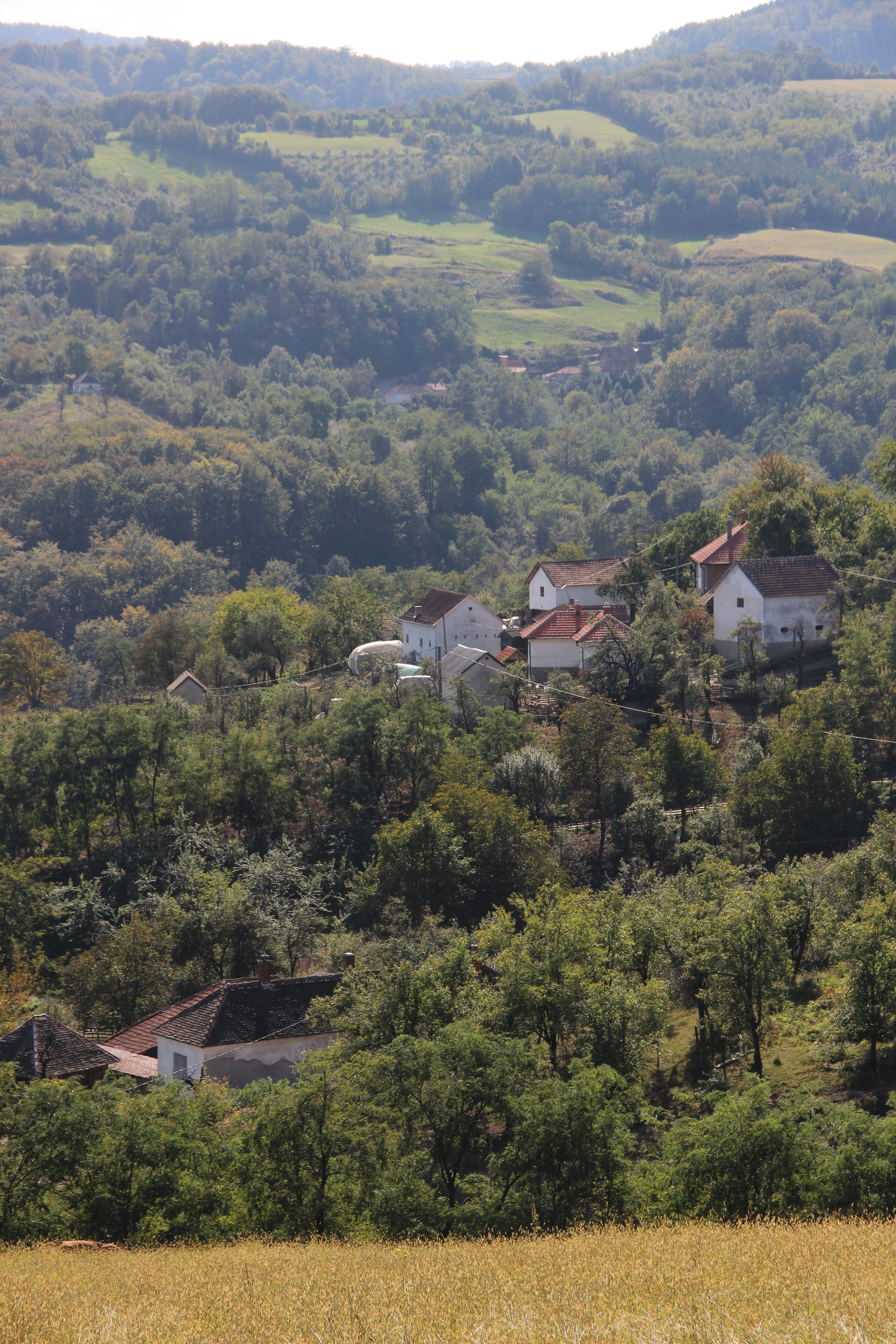
Stanina Reka - panorama
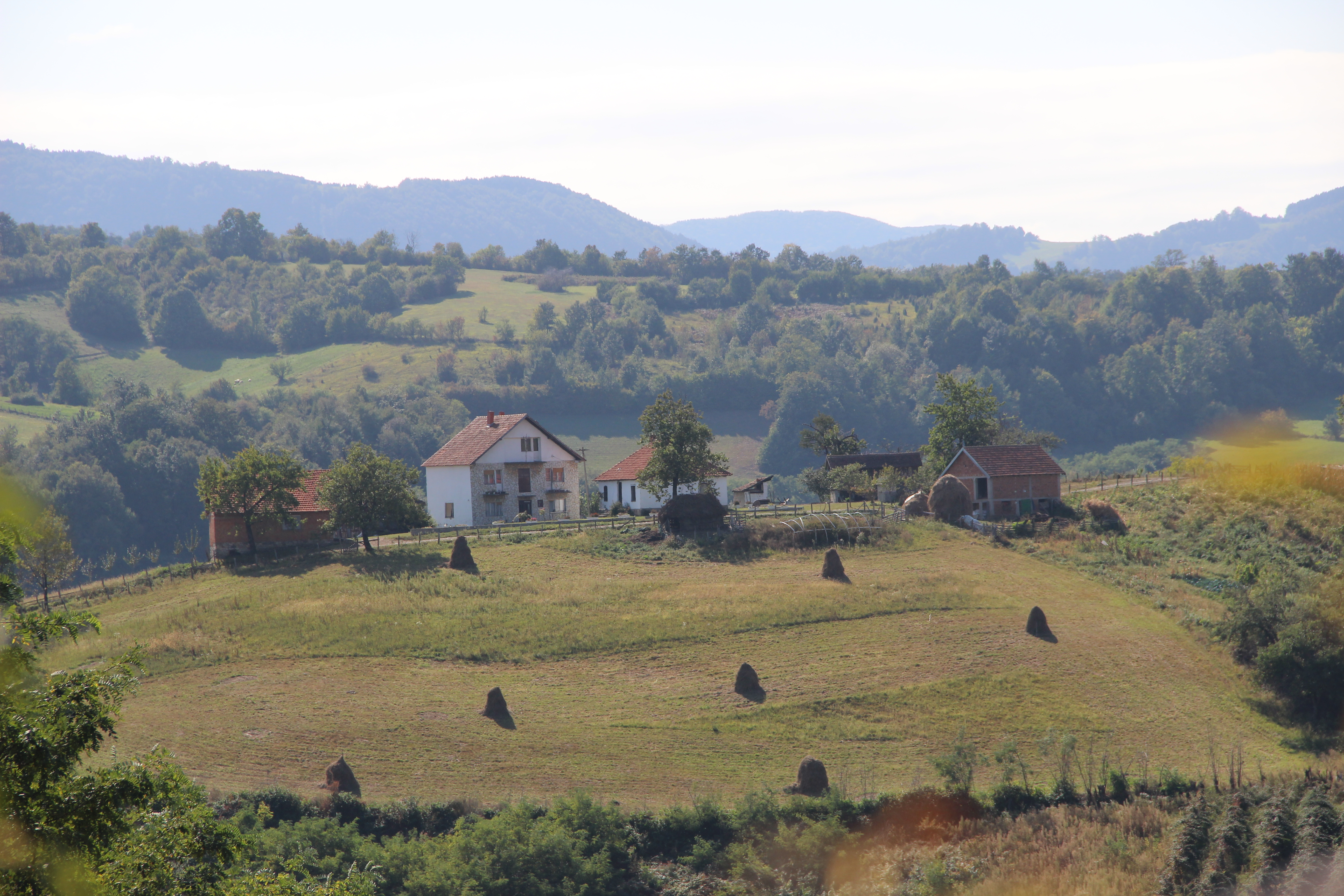
Stanina Reka - panorama

## Démographie
| 1948  | 1953  | 1961 | 1971 | 1981 | 1991 | 2002 | 2011 |
| ----- | ----- | ---- | ---- | ---- | ---- | ---- | ---- |
| 1 012 | 1 021 | 859  | 755  | 638  | 520  | 421  | 341  |

|  |